# 공차 (공학)

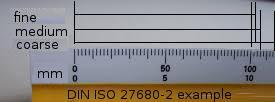
DIN ISO 2768-2 공차표의 예. 이는 100mm 값에 대한 선형 공차의 한 예일 뿐이다. 이는 정의된 8개의 범위(30~120mm) 중 하나일 뿐이다.

공차(engineering tolerance)는 다음의 허용 한계 또는 변동 한계이다.
1. 물리적 차원
2. 재료, 제조된 물체, 시스템 또는 서비스의 측정된 값 또는 물리적 성질
3. 기타 측정값(예: 온도, 습도 등)
4. 공학 및 안전 측면에서는 트럭(트럭), 기차나 다리 아래의 보트, 터널 안의 기차(구조 게이지 및 하중 게이지 참조)와 같은 물리적 거리 또는 공간(허용 오차)
5. 기계공학에서 볼트와 너트 또는 구멍 사이의 공간 등.

치수, 속성 또는 조건은 시스템, 기계, 구조 등의 기능에 큰 영향을 주지 않으면서 약간의 변동이 있을 수 있다. 허용 오차를 초과하는 변동(예: 너무 덥거나 너무 추운 온도)은 규정을 준수하지 않거나 거부되거나 허용되지 않거나 허용 오차를 초과한 것으로 간주된다.

## 같이 보기
- 백래시 (공학)
- 기하공차
- 허용 오차
- 시방서
- 차량한계
- 다구치 방법
- 검사와 타당성 검증